# Rhyacopsyche peruviana
Rhyacopsyche peruviana is een schietmot uit de familie Hydroptilidae. De soort komt voor in het Neotropisch gebied.